# “裏”HEX
『“裏”HEX』（うらヘックス）は、日本のバンド・ROTH BART BARONがクラウドファンディングのリターンアイテムとして制作したアルバム。2018年12月25日より配布された。

## 解説
3rdアルバム「HEX」発売から約1ヶ月半ぶりのアルバム。
クラウドファンディングの支援者向けに配布されたアルバムで、未発表曲を含む10曲を収録。

## 収録曲
1. Skiffle Song/スキッフルソング
後に4thアルバム「けものたちの名前」の先行配信曲としてリリースされた。
2. HERO
4thアルバム「けものたちの名前」に収録された。
3. HOW ARE YOU
4. 場所たち
7thアルバム「HOWL」に収録された。
5. Homura/ほむら
「焔」に改題され、4thアルバム「けものたちの名前」に収録された。
6. Go
「MΣ」に改題され、4thアルバム「けものたちの名前」に収録された。
7. Spark/閃光
8. 呼吸の忘れ方
9. SPECIAL
2020年4月にシングルカットされた。
10. CHEEZY MAN
5thアルバム「極彩色の祝祭」に収録された。